# Patty Smyth
 (octobre 2017).
Si vous disposez d'ouvrages ou d'articles de référence ou si vous connaissez des sites web de qualité traitant du thème abordé ici, merci de compléter l'article en donnant les références utiles à sa vérifiabilité et en les liant à la section « Notes et références ».
Ne doit pas être confondu avec Patti Smith.
Patty Smyth, de son vrai nom Patricia Smyth, est une auteure et chanteuse américaine née le 26 juin 1957.
Elle a connu le succès avec le groupe Scandal. Elle a ensuite entamé une carrière en solo. 
Son timbre de voix particulier et son image new wave lui ont valu de la popularité grâce aux clips vidéo diffusés sur MTV. En 1987, son premier album solo, Never Enough (en), a été bien accueilli. Au début des années 1990, elle a de nouveau atteint le Top 10 avec le single Sometimes Love Just Ain't Enough (en), un duo chanté avec Don Henley. Elle a joué et co-écrit avec James Ingram la chanson Look What Love Has Done pour le film Junior. Cela lui a valu une nomination aux Grammy Awards dans la catégorie Best Song Written for Visual Media, ainsi qu'une nomination aux Oscars du cinéma dans la catégorie meilleure chanson originale. Elle a épousé John McEnroe en 1997.

## Discographie
- 1987 : Never Enough
- 1992 : Patty Smyth
- 1998 : Greatest hits - Featuring Scandal
- 2015 : Come on December
- 2020 : It's About Time